# 이타쿠라 가쓰유키
이타쿠라 가쓰유키(일본어: 板倉勝行, 1752년 10월 9일 ~ 1773년 10월 2일)는 일본 에도 시대의 다이묘로, 후쿠시마번의 6대 번주이다. 관위는 종5위하, 빗추노카미이다. 시게마사 류 이타쿠라 가(重昌流板倉家) 제9대 당주.
빗추 마쓰야마 번주 이타쿠라 가쓰즈미의 넷째 아들로 태어났다. 메이와 3년(1766년), 선대 번주 이타쿠라 가쓰토의 양자가 되어 가문을 계승하였다. 검약을 장려하였고 오사카 가반으로도 근무하였으나, 안에이 2년(1773년)에 사망하였다. 아내와 자식이 없어, 안나카 번주 이타쿠라 가쓰키요의 다섯째 아들 가쓰노리가 그 뒤를 이었다.
| 전임 이타쿠라 가쓰토 | 제6대 후쿠시마번 번주 (이타쿠라 가문) 1766년 ~ 1773년 | 후임 이타쿠라 가쓰노리 |